# Lagynochthonius gigas
Espèce
Synonymes
- Tyrannochthonius gigas Beier, 1954

Lagynochthonius gigas est une espèce de pseudoscorpions de la famille des Chthoniidae.

## Distribution
Cette espèce est endémique du Venezuela.

## Publication originale
- Beier, 1954 : Eine Pseudoscorpioniden-Ausbeute aus Venezuela. Memorie del Museo Civico di Storia Naturale di Verona, vol. 4, no 25, p. 131-142.